# Ogród botaniczny w Dunedin
Ogród botaniczny w Dunedin (ang. Dunedin Botanic Garden) – ogród botaniczny w Dunedin na Wyspie Południowej w Nowej Zelandii. Jest najstarszym obiektem tego typu w Nowej Zelandii. Znajduje się w północnej części miasta, na pagórkach o rzędnej 25–85 m n.p.m. W kolekcji ogrodu znajduje się 6,8 tys. gatunków roślin. Ważną ich częścią jest bogaty zestaw gatunków nowozelandzkich, w tym endemitów i roślin zagrożonych, tu gromadzonych i namnażanych w celu ich zachowania (tylko z jednej rodziny astrowatych zgromadzono tu 287 gatunków nowozelandzkich, w tym 261 endemitów). Poza tym w ogrodzie uprawiane są głównie rośliny z klimatu umiarkowanego z: Azji, obu Ameryk, z Afryki Południowej, z regionu Himalajów i Morza Śródziemnego. Ogród jest ogólnodostępny od świtu do zmierzchu przez cały rok.
Ogród podzielony jest na wyżej położoną część zwaną Górnym Ogrodem (Upper garden) i Dolny Ogród (Lower garden). W rozleglejszej części górnej znajdują się zabudowania administracyjne oraz m.in. takie kolekcje jak: geograficzna, rodzimych roślin nowozelandzkich, arboretum, ogród skalny, ogród śródziemnomorski i południowoafrykański, dolina różaneczników z ponad 3 tysiącami roślin z tego rodzaju.
W dolnej części ogrodu znajduje się centralnie położona szklarnia zbudowana w 1908 roku z kolekcją roślin z różnych kontynentów. W jej części centralnej znajduje się kolekcja roślin tropikalnych, w skrzydle zachodnim – kolekcja sukulentów, a w skrzydle wschodnim – rośliny strefy subtropikalnej. Szklarnię otaczają m.in.: rozarium, ogród ziołowy, wodny i kolekcja kamelii (założona w latach 80. XX wieku składa się z okazów reprezentujących 400 różnych gatunków i odmian tego rodzaju).